# Волица (Самборский район)
Волица (укр. Волиця) — село в Бисковичской сельской общине Самборского района Львовской области Украины.
Население по переписи 2001 года составляло 132 человека. Занимает площадь 1,29 км². Почтовый индекс — 81422. Телефонный код — 3236.

## История
В 1946 г. указом ПВС УССР хутор Волица-Польская переименован в Волицу.